# Dicranomyia suspensa
Dicranomyia suspensa är en tvåvingeart som först beskrevs av Alexander 1933.  Dicranomyia suspensa ingår i släktet Dicranomyia och familjen småharkrankar. Inga underarter finns listade i Catalogue of Life.